# ランディヴィジオ海軍航空基地
ランディヴィジオ海軍航空基地（フランス語：base d'aéronautique navale de Landivisiau）は、フランスブルターニュ地域圏フィニステール県ランディヴィジオ（fr:Landivisiau）にあるフランス海軍の航空基地。1965年から運用が開始された。

## 歴代配置部隊
- 第11F海軍航空隊（1967年5月以降）
- 第15F海軍航空隊（1967年8月 - 1969年1月）
- 第14F海軍航空隊（1968年8月 - 1991年6月）
- 第12F海軍航空隊（1968年8月 - 1999年12月）
- 第16F海軍航空隊（1969年4月 - 2000年7月）
- ランディヴィジオ・フーガ部（1969年9月 - 1972年5月）
- ランディヴィジオ・ジェットエンジン[1]部（1972年5月 - 1981年9月）
- 第57S飛行中隊（1981年9月 - ）
- 第17F海軍航空隊（1993年7月 - ）
- 第12F海軍航空隊（2000年12月 - ）